# Zelatori della Pietà
La confraternita degli Zelatori della Pietà (in russo Кружок ревнителей благочестия?) è stato un circolo composto da laici ed ecclesiastici formatosi alla fine degli anni 1630 in Russia.
Il circolo ruotava attorno alla figura di Stefan Vonifat'ev, il confessore dello zar Alessio I. Il circolo rimase molto attivo fino quasi all'anno 1653 per poi iniziare a disciogliersi.

## Storia
Elemento storico determinante nella formazione della Confraternita fu il verificarsi del Periodo dei torbidi. Infatti i suoi membri credevano fermamente che i massacri che ne erano seguiti fossero la manifestazione tangibile dell'ira di Dio, infuriato per la mancanza di religiosità del popolo russo. Per placarlo il gruppo invocava la rinascita della fede ortodossa e il riaffiorare della pietà religiosa nelle masse.
Guadagnandosi tramite Vonifat'ev il supporto dello zar, gli Zeloti divennero presto il vero vertice della Chiesa ortodossa. Scopo del gruppo era accrescere l'autorità della Chiesa ortodossa russa e aumentare l'influenza di quest'ultima nello Stato.
Tra gli altri obiettivi della confraternita vi era la lotta ai vizi del clero e ai rituali paganeggianti, l'introduzione dei sermoni nella liturgia quali strumenti per indirizzare le masse alla fede, l'assistenza con opere concrete dei poveri e dei bisognosi nella società russa e la diffusione del Vangelo all'interno della società, così da fare diventare la religione presente nella vita quotidiana di ogni individuo.
Ma alcuni membri del gruppo perseguivano anche altri fini che esulavano dal perfezionamento morale della società. Vi erano infatti in Nikon e Vonifat'ev una forte tendenza alla regolamentazione dell'apparato ecclesiastico. Ne derivò che mentre da una parte si incitava il popolo russo a ritrovare la fede perduta, auspicando un ritorno alle radici della ortodossia russa, dall'altro si guardava all'estero, in particolare ai paesi cattolici e protestanti, per costituire una regolamentazione organica della chiesa. Le due aspirazioni coesistettero senza alcun attrito fino al 1653, quando la crisi all'interno del movimento scoppiò virulenta.
Dopo l'elezione di Nikon come Patriarca, avvenuta nel 1652, molti membri si rivoltarono a quest'ultimo, come protesta alle sue riforme. L'anno successivo la Confraternita iniziò a disciogliersi e alcuni suoi componenti divennero figure attive nel movimento dei Vecchi Credenti.

## Membri celebri
Gli Zelatori della Pietà includevano tra i propri membri Fëdor Rtiščev, l'Archimandrita Nikon del Monastero Novospasskij (e futuro Patriarca di Mosca e di tutta la Russia), il Pope Ivan Neronov della Cattedrale di Kazan', gli Arcipreti Avvakum e Daniil, Loggin e Lazar.